# Feleki Sári
Feleki Sári névváltozata: Feleky Sári, születési neve: Fecser Sára (Debrecen, 1920. október 24. – Budapest, 1995. augusztus 1.) Kossuth- és Jászai Mari-díjas magyar színésznő, érdemes művész.

## Életpálya
Tanulmányait a Színiakadémián végezte, majd 1940-ben pályáját Bánky Róbert stagione társulatában kezdte. Fellépett az Andrássy úti Színházban, 1942–43-ban tagja volt a Madách Színháznak, 1943-tól 1948-ig pedig a Vígszínháznak. Két évig a Magyar Rádió társulatában dolgozott. 1950-től három évadot töltött a Vidám Színpadnál, másik hármat pedig A Magyar Néphadsereg Színházában. Egy évet játszott Pécsett, majd 1957-től nyugdíjba vonulásáig, 1981-ig az Állami Déryné Színház, valamint a Népszínház tagja volt. Nyugdíjasként lépett fel a Nemzeti Színházban, később szinkronizált is. 1957–1965 között az Állami Déryné Színház stúdiójában tanított. 1966-tól 1982-ig elnökségi tagja volt a Színházművészeti Szövetségnek.

## Színpadi szerepeiből
- Tóth Mari (Mikszáth Kálmán: A Noszty fiú esete Tóth Marival)
- Bianca (Shakespeare: A makrancos hölgy)
- Júlia (Shakespeare: Rómeó és Júlia)
- Warrenné (George Bernard Shaw: Warrenné mestersége)
- Nóra (Henrik Ibsen: Nóra)
- Kate (Arthur Miller: Édes fiaim)
- Bódogné (Szakonyi Károly: Adáshiba)
- Erzsébet (Friedrich Schiller: Stuart Mária)
- Orbánné (Örkény István: Macskajáték)
- Nagyanya (Ödön von Horváth: Mesél a bécsi erdő)
- Estelle Craven (Noël Coward: Forgószínpad)
- Petersné (Háy Gyula: Naplemente előtt)
- Mrs. Layden (Horace McCoy: A lovakat lelövik ugye?)
- Léontine (Pierre Aristide Breal: Tíz kiló arany)
- Kopárszív (Zelk Zoltán: Az ezernevű lány)
- Anyuska (Kertész Ákos: Sziklafal)
- Éva (Jan Solovič: Meridián expressz)
- Gergana (Koljo Georgiev: Önmagunk bírái)
- Kamilla (Szigligeti Ede: Szökött katona)
- Baby Hüttner (Szenczei László: Nem mindenki jut el Floridába)
- Marianne (Molnár Ferenc: Delila)
- Margit (Nádasi László: Az okos bolond)
- Mlle Clairon (Gáspár Margit: Az állam én vagyok)
- Mama (Bárány Tamás: Nem születtem grófnak)
- Özv. Szili Mártonné (Fehér Klára: Nem vagyunk angyalok)
- Juliette (André Láng: A pénzvadász)
- Szidonia Rubinszkája (Alekszandr Nyikolajevics Osztrovszkij: Erdő)
- Marilde, ügyvédnő (Manzari: Római gyerekek)
- Irina (Csehov: Sirály)
- Clara Dennison (Edmund Morris: Álom és valóság (Fatányér)
- Tímea (Jókai Mór: Az aranyember)
- Bora (Gombos Imre: A csóknak próbája)
- Dr. Kadákovics Gizella (Rácz György: Csókot kérek)
- Királynő (Eugène Scribe: Egy pohár víz)
- Diana (Lope de Vega: A kertész kutyája)
- Ágnes (Örsi Ferenc: Láthatatlan szerelem)
- Nyilas Misi (Móricz Zsigmond: Légy jó mindhalálig)
- Mártha (Csiky Gergely: A nagymama)
- Szu (Weisenborn: Tizenöt füzér pénz)
- Polezsájev felesége (Rahmanov: Viharos alkonyat)

## Filmjei

### Játékfilmek
- Elkésett levél (1941)
- Késő (1943)
- Machita (1944)
- Beszterce ostroma (1948)
- Zöldár (1965)
- És akkor a pasas… (1966)
- A nagy generáció (1985)
- Pá, drágám! (1994)

### Tévéfilmek
- A revizor (1970)
- Tündér Lala (1981) – Szárny (hang)
- Fagylalt tölcsér nélkül (1989)

## Szinkron

### Filmbeli szinkronszerepei
| Cím                                                | Év             | Szerep                     | A szinkronizált színész        |
| -------------------------------------------------- | -------------- | -------------------------- | ------------------------------ |
| Tortúra Házibuli (La Boum) Házibuli 2. (La Boum 2) | 1990 1981 1984 | Virginia Poupette Poupette | Frances Sternhagen Denise Grey |

### Filmsorozatbeli szinkronszerepei
| Cím                               | Év        | Szerep                   | A szinkronizált színész |
| --------------------------------- | --------- | ------------------------ | ----------------------- |
| Columbo: Képek keret nélkül       | 1971      | Tracy O'Connor főbérlője | Mary Wickes             |
| A gumimacik (rajzfilm)            | 1985–1990 | Grammi                   | –                       |
| Ég és föld között (Out on a Limb) | 1987      | Könyvesboltos            | Fabia Drake             |